# Port de l'Embocadura de Tolosa

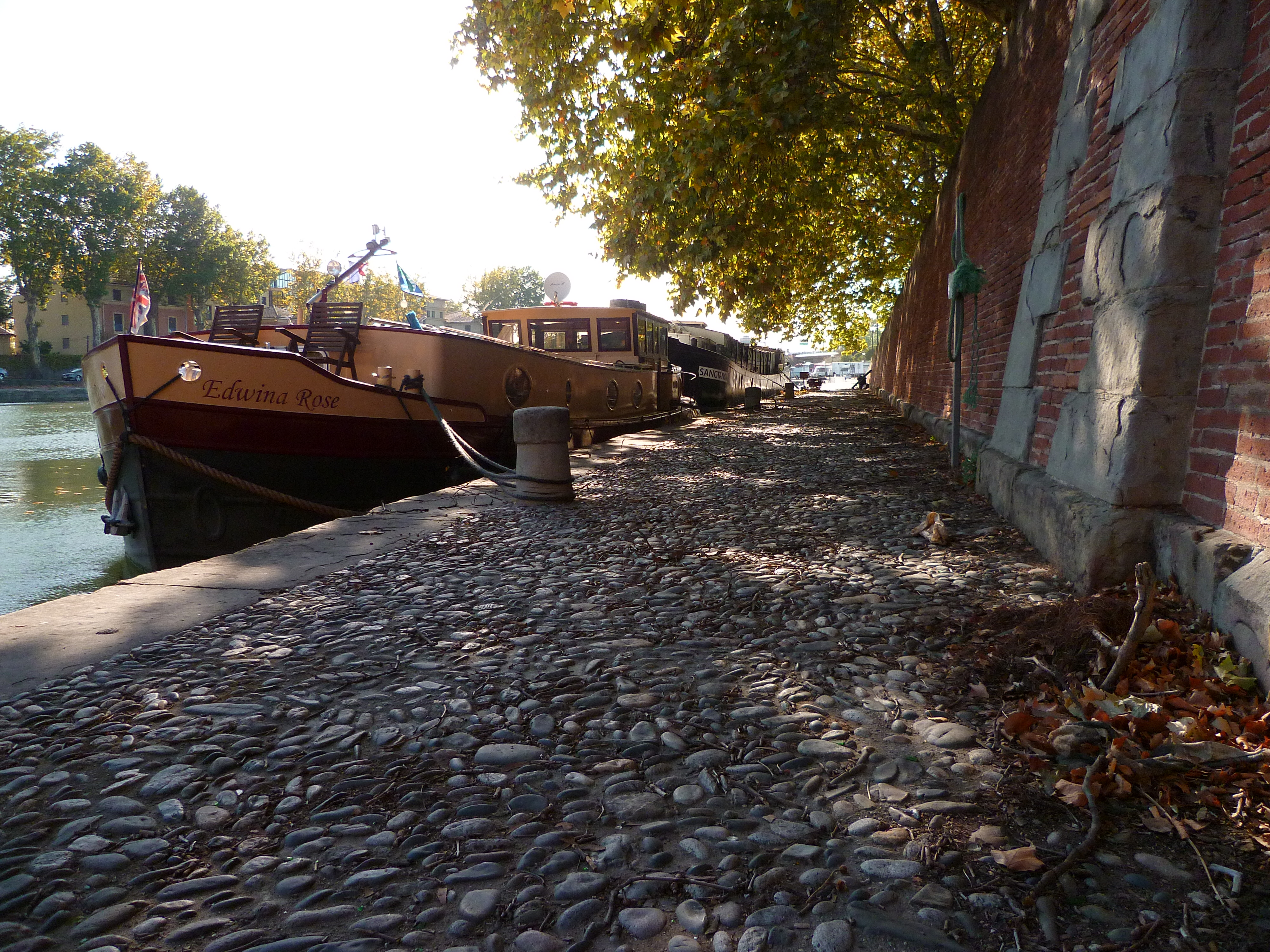
Port de l'Embouchure

El Port de l'Embocadura (occità: Pòrt de l'Embocadura; francès: Port de l'Embouchure) és un dels dos ports fluvials que hi ha a la ciutat de Tolosa, està situat al Canal del Migdia. L'altre port de la ciutat és el de Sant Salvador. Aquest port obre el lloc anomenat Ponts Bessons, sobre tres canals, de nord a sud trobem el Canal lateral de la Garona, el Canal del Migdia i el Canal de Brienne.